# 日進市立図書館
日進市立図書館（にっしんしりつとしょかん）は、愛知県日進市蟹甲町にある公共図書館。
1980年（昭和55年）に愛知郡日進町に日進町社会文化センター図書館が開館し、1989年（平成元年）に図書館法に基づく日進町立図書館となると、1994年（平成6年）に日進町の市制施行に伴って日進市立図書館に改称した。2008年（平成20年）に岡田新一設計事務所の設計による現行館が開館した。

## 歴史

### 年表
- 1980年（昭和55年）6月17日 : 愛知郡日進町に日進町社会文化センター図書室が開館[4]。
- 1989年（平成元年）5月1日 : 図書館条例を制定して図書館法に基づく日進町立図書館が設置される[5]。
- 1994年（平成6年）10月1日 : 日進町が市制施行して日進市となったことから日進市立図書館に改称[5]。
- 2008年（平成20年）10月1日 : 現在地に単独館が開館[6]。

### 旧庁舎時代（1980年 - 2008年）
1980年以前の愛知郡日進町には、大字岩崎の福祉会館に図書コーナーがあった。1979年（昭和54年）に新しい日進町役場が竣工すると、1962年（昭和37年）竣工の旧町役場を日進町社会文化センターに転用し、1980年（昭和55年）6月17日には内部に図書室が設置された。
1階は展示ホールと視聴覚ライブラリーであり、2階が図書室だった。一般用図書室と児童用図書室の双方があり、開館時の一般書は約8,000冊、児童書は約4,000冊だった。3階には小ホールと文化教室があった。開館からしばらくは館外貸出を行わずに館内閲覧のみだった。なお、1980年の国勢調査による日進町の人口は41,024人である。1981年度（昭和56年度）の貸出冊数は66,406冊だった。
1986年（昭和61年）には移動図書館車「あじさい号」の運行を開始している。1988年度（昭和63年度）の貸出冊数は約17万6000冊であり、全国の町立図書館の中でも上位に位置していた。
1989年（平成元年）3月には図書館法に基づいて日進町立図書館条例を制定し、5月1日には施設は同一ながら日進町社会文化センター図書室から日進町立図書館に改称した。同年5月に日進町民会館が開館し、公民館機能が日進町社会文化センターから移転したことで、日進町社会文化センターに余裕ができたためである。改称時の蔵書数は図書52,079冊、紙芝居632組、カセットテープ150本、ビデオテープ20本だった。改称と同時に建物の改修工事に着工し、11月には改修工事が完了した。工事完了前の10月には図書館業務を再開しており、工事完了後の11月25日・26日には図書館フェスティバルを開催した。1991年（平成3年）3月にはコンピュータを導入した。
1992年（平成4年）3月にはビデオテープの貸出を開始し、同年6月にはCDの貸出を開始した。1993年（平成5年）2月には身体障害者に対する郵送・宅配サービスを開始した。同年6月には2階に参考図書室を設置し、参考図書と郷土資料を一般書から独立させた。1990年（平成2年）の国勢調査で日進町の人口は5万人を超えたため（50,335人）、1994年（平成6年）10月1日には日進町が市制施行して日進市となり、日進町立図書館から日進市立図書館に改称した。1996年（平成8年）には学習席を移設することで閉架書庫の増設を図った。1998年（平成10年）6月にはおはなしの部屋の改修工事を行った。2007年度（平成19年度）の貸出数は約64万冊であり、全国の「人口6万-8万」の自治体の中で12位だった。

### 新館建設構想
1962年竣工の建物は老朽化が進み、また蔵書数の増加で手狭になったことから、1996年（平成8年）には山田一麿市長が新館の建設を表明した。1999年（平成11年）に就任した佐護彰市長は、市制施行10周年記念事業として2004年の新館開館を目指したが、日進市民会館近くの建設用地を約13億円で買収する議案は、「高額すぎる」などの意見が出て、2001年（平成13年）12月の日進市議会で否決された。議案の否決後、日進市当局は議案否決後に学識経験者や市民らで構成される新図書館検討委員会を発足させ、2003年（平成15年）3月には検討委員会が市民会館東側/市民会館北側/日進市中央福祉センター東側の3か所を建設用地候補とする答申を佐護市長に提出した。同年4月には新図書館建設準備室が設置された。
2003年7月13日に投開票された日進市長選挙では新館の建設がひとつの争点となり、現職の佐護が再選を果たしたが、候補者3人はいずれも新図書館の建設を早期に実現させることを政策に掲げていた。日進市当局が再度提出した議案も日進市議会で否決され、新館の開館は大幅に遅れた。2005年（平成17年）4月には新図書館建設準備室が新図書館準備室に改称された。2006年（平成18年）3月に新図書館の設計に取り掛かり、同年12月1日に蟹甲町の日進市中央福祉センター東側で新館の建設に着工した。新館は旧館の東100メートルの距離にある。2008年（平成20年）5月21日に新館が竣工すると、6月29日には旧館が長期休館に入り、蔵書へのICタグの貼付や新館への移動などの移転準備を行った。この間の8月に運営業務が図書館流通センターに委託されている。

### 単独館時代（2008年 - ）
2008年（平成20年）10月1日に日進市立図書館の新館が開館した。総工費は29億4000万円。開館時の蔵書数は約23万冊。新館の収蔵能力は約48万冊であり、旧館の約2.5倍となった。開館後1か月の1日平均貸出数は3,374点であり、前年同月（旧館時代）の2,222点と比べると1.5倍となった。土日はセルフ貸出機での貸出が80%を占めるという。
2009年（平成21年）6月12日には愛知県の公共図書館で初めてインターネット音楽配信サービス「ナクソス・ミュージック・ライブラリー」の館外利用権の貸出を開始した。日進市立図書館は年額178,000円で10件の利用契約をしており、うち5件を貸し出して自宅で鑑賞できるようにするほか、館内のパソコンでも鑑賞できる。2010年（平成22年）11月1日には日進市にキャンパスを持つ椙山女学園大学と現物貸借協定を結び、椙山女学園大学図書館が所蔵している資料を日進市立図書館で貸出することが可能となった。
2011年度（平成23年度）には愛知県による第17回「人にやさしい街づくり賞」特別賞を受賞し、2012年度（平成24年度）には内閣府による「バリアフリー・ユニバーサルデザイン推進功者表彰」内閣府特命担当大臣表彰優良賞を受賞している。なお、旧図書館の建物は耐震補強工事が行われ、2011年（平成23年）3月28日より市役所北庁舎として再利用されている。
2012年（平成24年）6月には雑誌スポンサー制度を導入した。2013年（平成25年）6月には1階のグループ学習室をパソコン専用室とし、2階のIT講習室に社会人専用席を設置した。同年10月には開館5周年記念事業を開催した。2014年度（平成26年度）には再び図書館流通センターが指定管理者となった（5年間）。2016年（平成28年）8月には公衆無線LAN（Free Wi-Fi）を整備した。
2018年（平成30年）10月1日には開館10周年を迎え、10月6日から10月8日にはオリジナル絵本づくり講座、プログラミング講座、児童文学作家である石井桃子のドキュメンタリー映画『子どもと文学』の上映会や監督の森英男の講演会、いわさきちひろのにじみ絵製作ワークショップやいわさきのドキュメンタリー映画『いわさきちひろ 〜27歳の旅立ち〜』の上映会などの記念事業を行った。

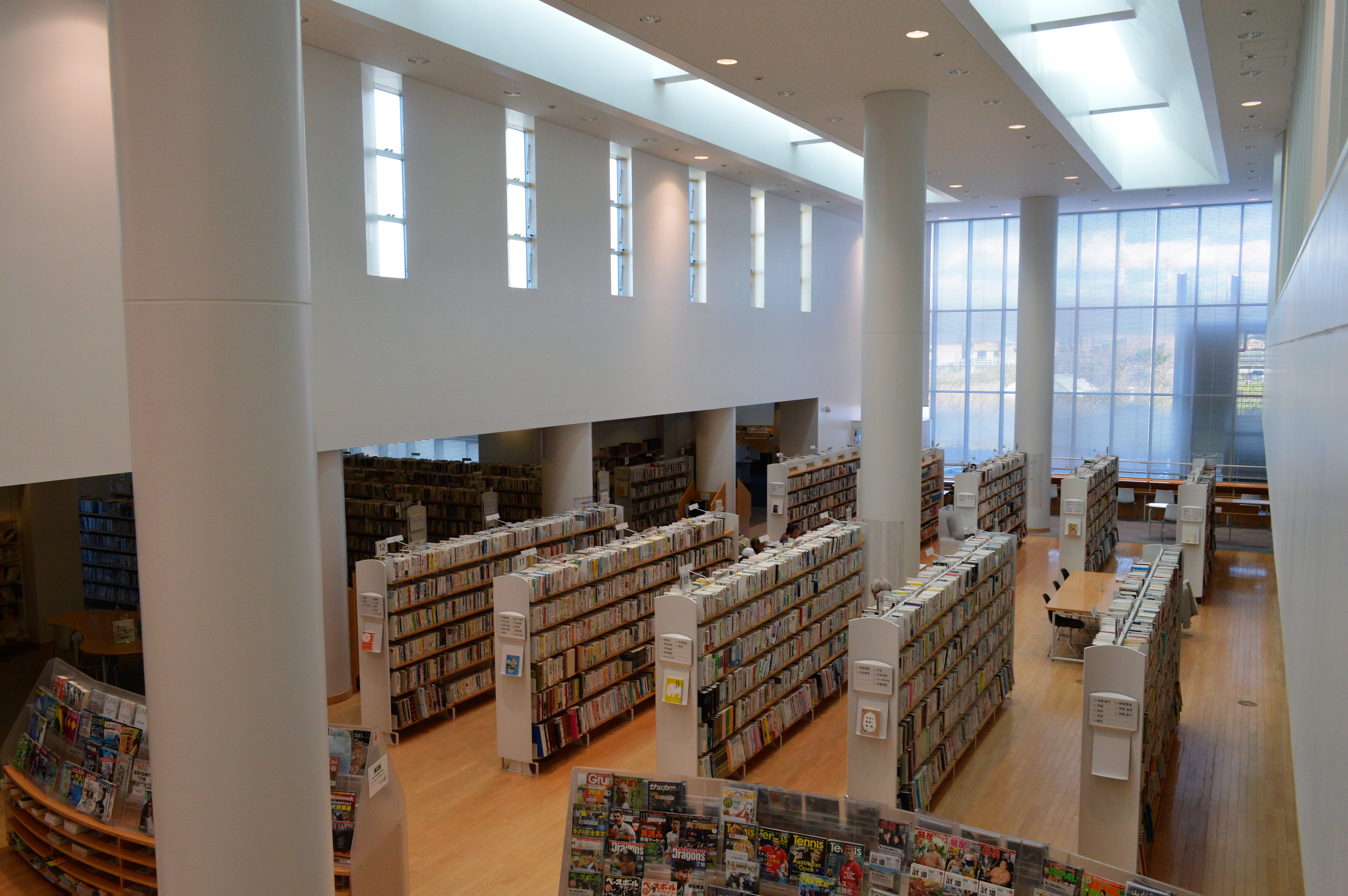
1階の一般書
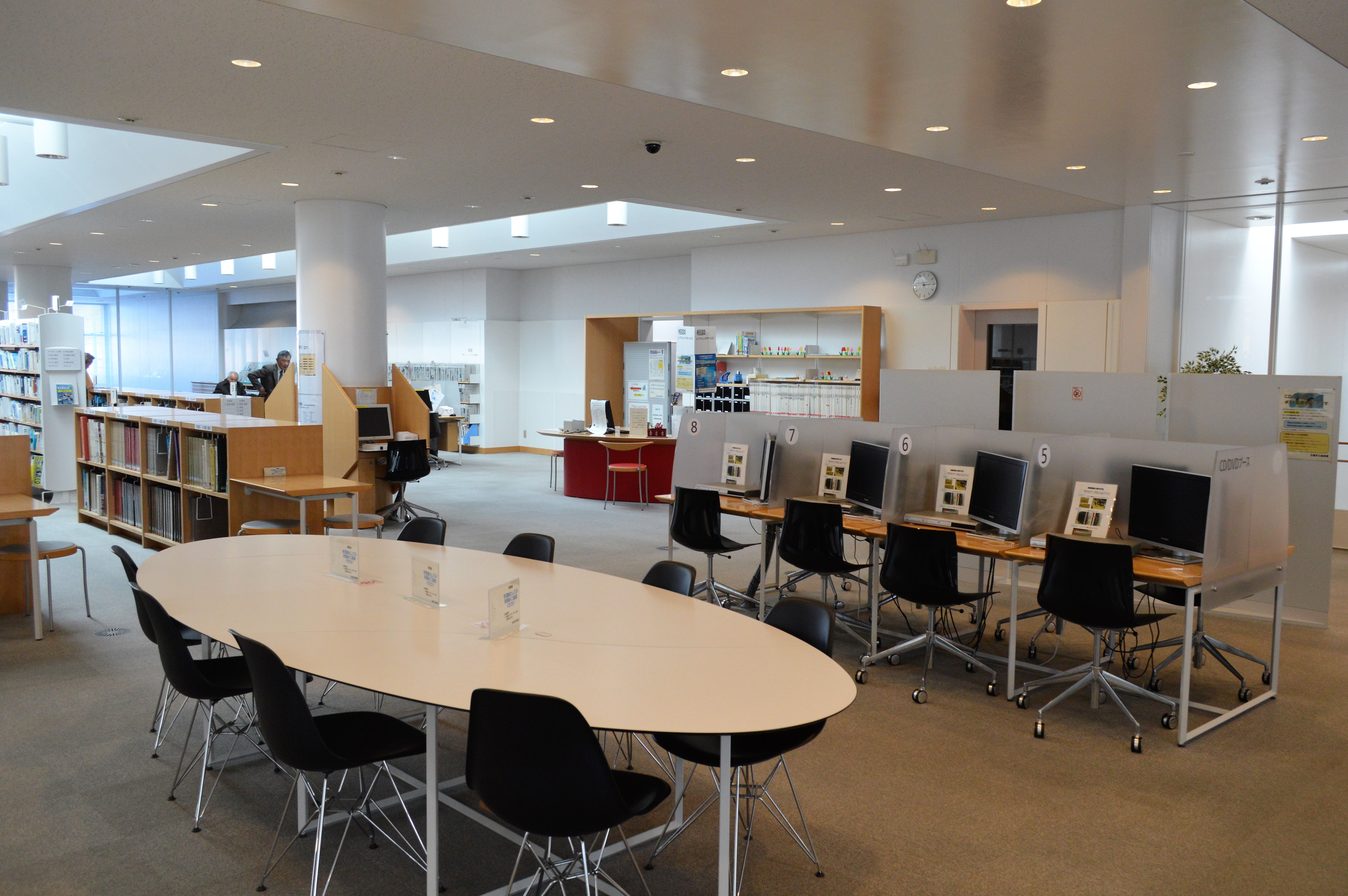
2階の視聴覚コーナー

## 施設
| 日進市立図書館の施設案内 | 日進市立図書館の施設案内                                                    |
| ------------------------ | --------------------------------------------------------------------------- |
|                          |                                                                             |
| 1階                      | 一般開架、児童開架、学習室（学生向け）、 会議室、視聴覚ホール、喫茶コーナー |
| 2階                      | 一般開架、学習室（社会人向け）、AVブース、 IT講習室、大会議室               |

日進市のほぼ中央部にある蟹甲町には、日進市立図書館、日進市役所、日進市中央福祉センター、日進市高齢者いきがいセンターなどの公共施設が集まっている。建物の設計は藤沢市総合市民図書館や金沢市立泉野図書館や新潟市立中央図書館などの実績がある岡田新一設計事務所である。岡田新一設計事務所は「滞在型図書館」「情報発信拠点」「市民参加型の図書館」「地域と連携する図書館」「児童青少年を知と情報の世界に導く図書館」を5つの柱とした。建物の四隅には「明の星」「太陽」「宵の星」「月」をイメージしたシンボル塔がそびえており、館内には自然採光を随所に取り入れている。
児童コーナーは旧館の3.1倍の面積となり、新たにティーンズコーナーを設置した。ゆったりした一般開架には最大14万冊を収蔵可能であり、約300席の閲覧席が設けられている。グループ学習室やパソコン専用室を設けており、1階と2階の双方に独立したレファレンスデスクを設置している。新館の開館にあたって、蔵書すべてにICタグを貼付した。3台の自動貸出機を設置して貸出作業の円滑化を図っているが、自動貸出機の導入は愛知県の公共図書館で2番目である。館外には時間外貸出ロッカーを設置し、開館時間外や休館日でも予約本の貸出を可能とした。

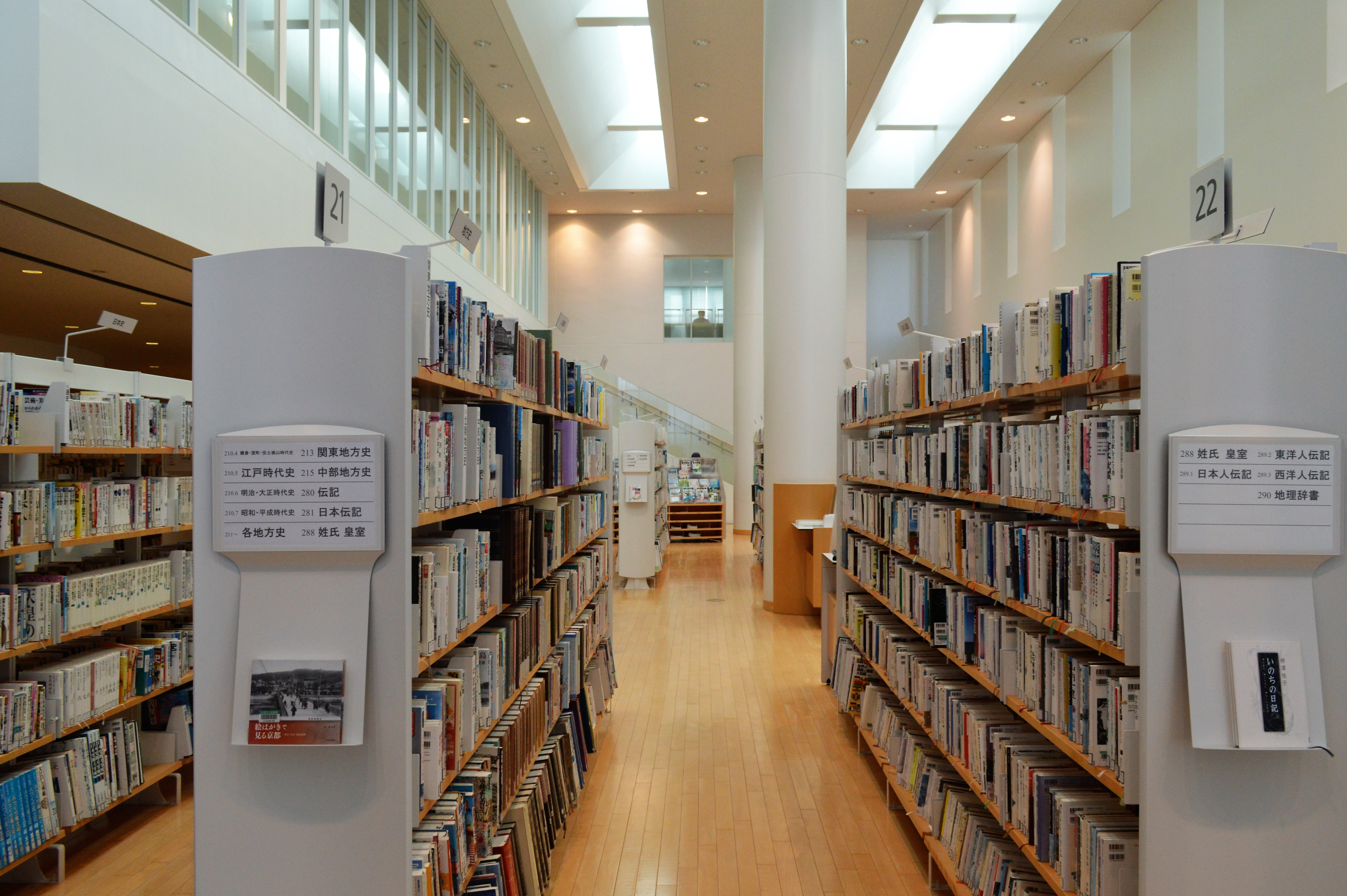
一般書
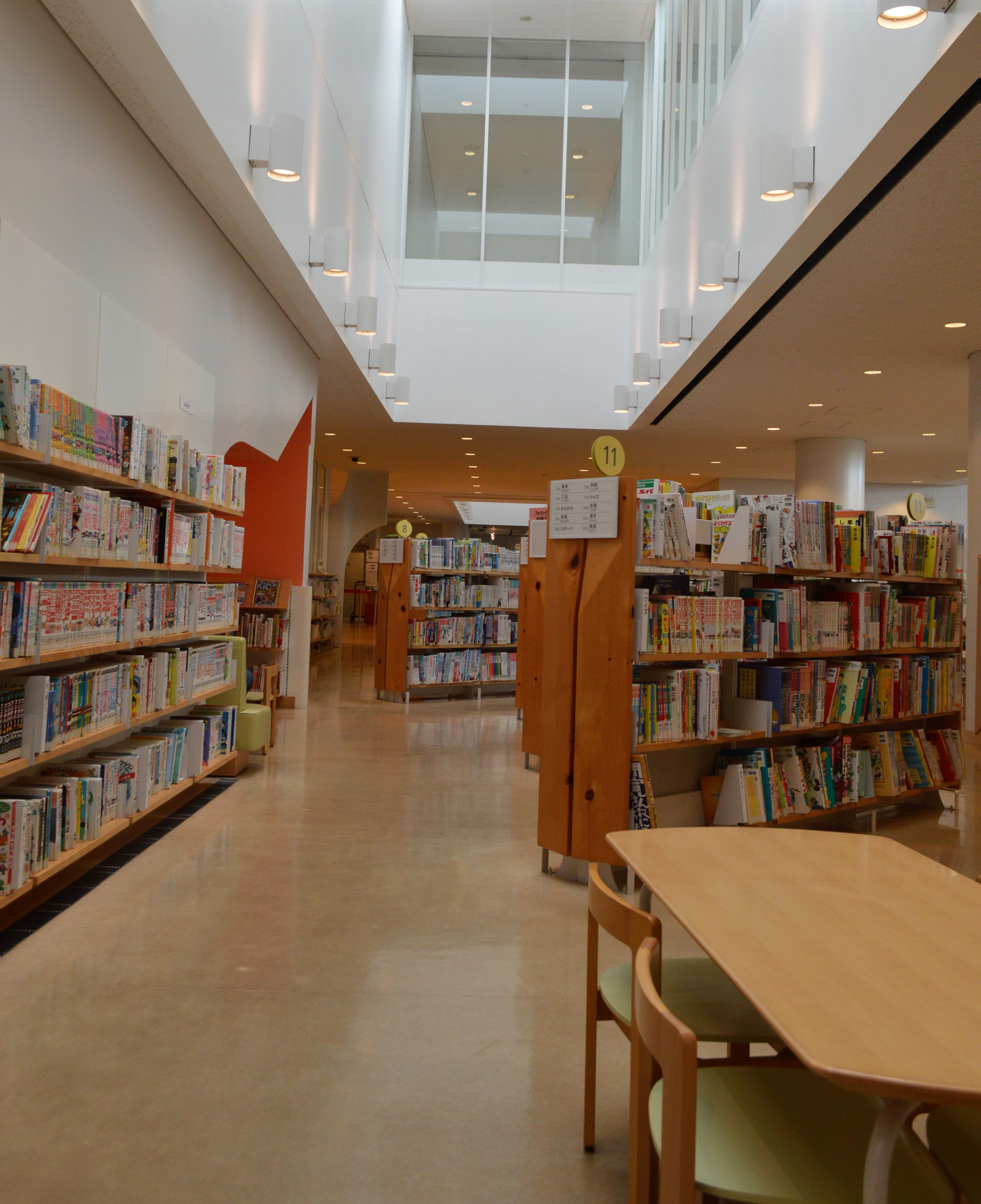
児童書
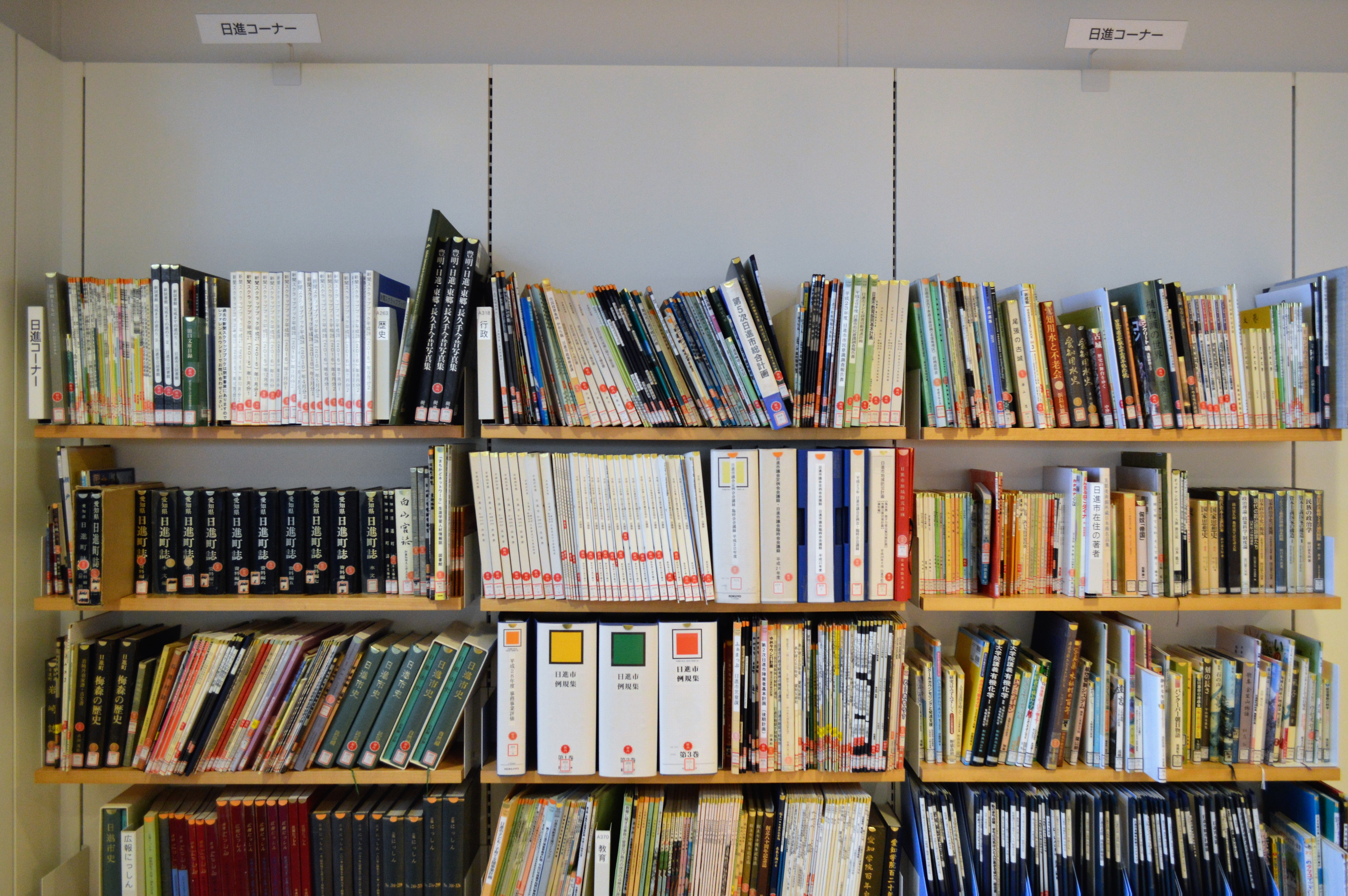
地域資料
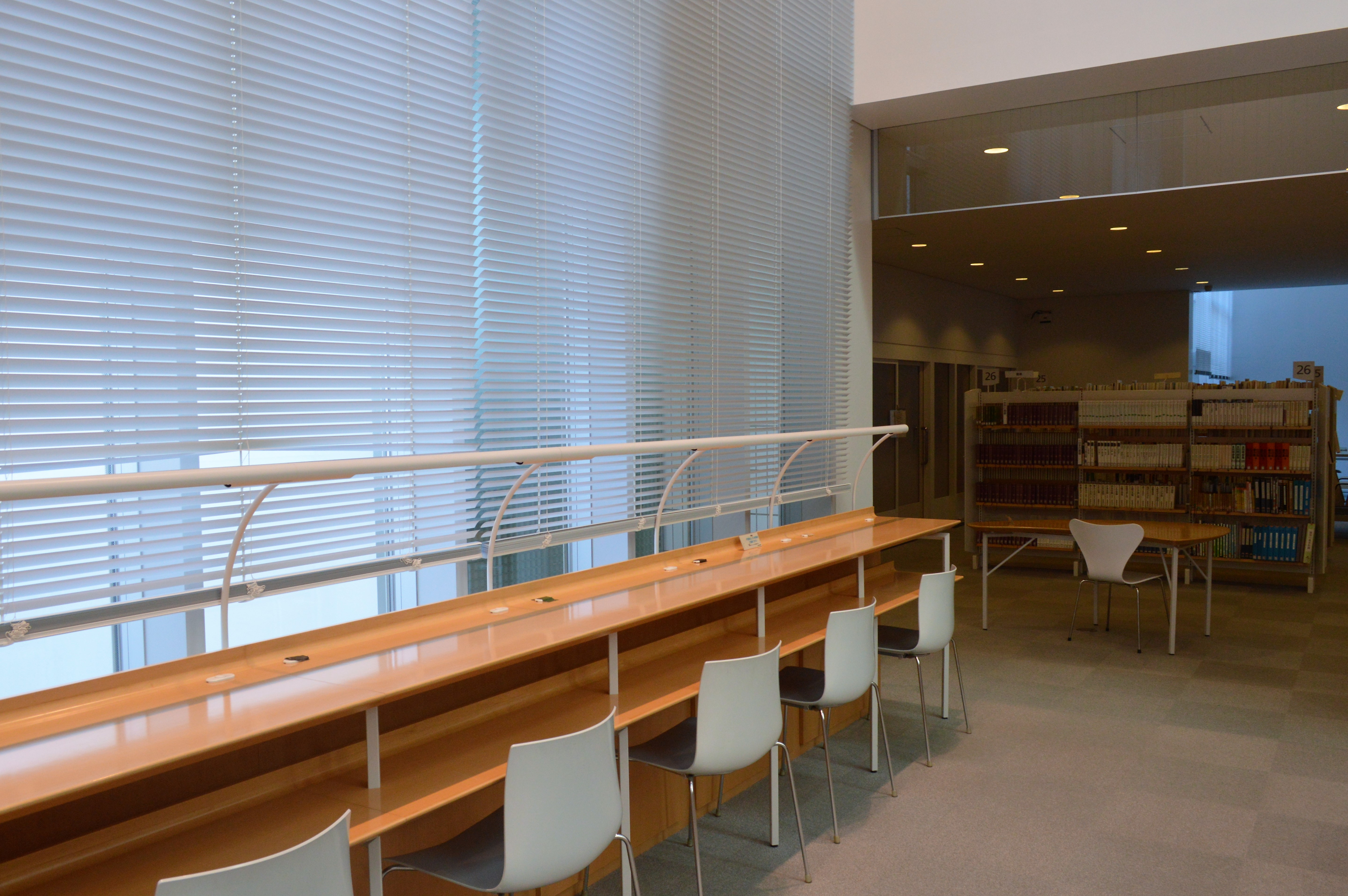
閲覧席
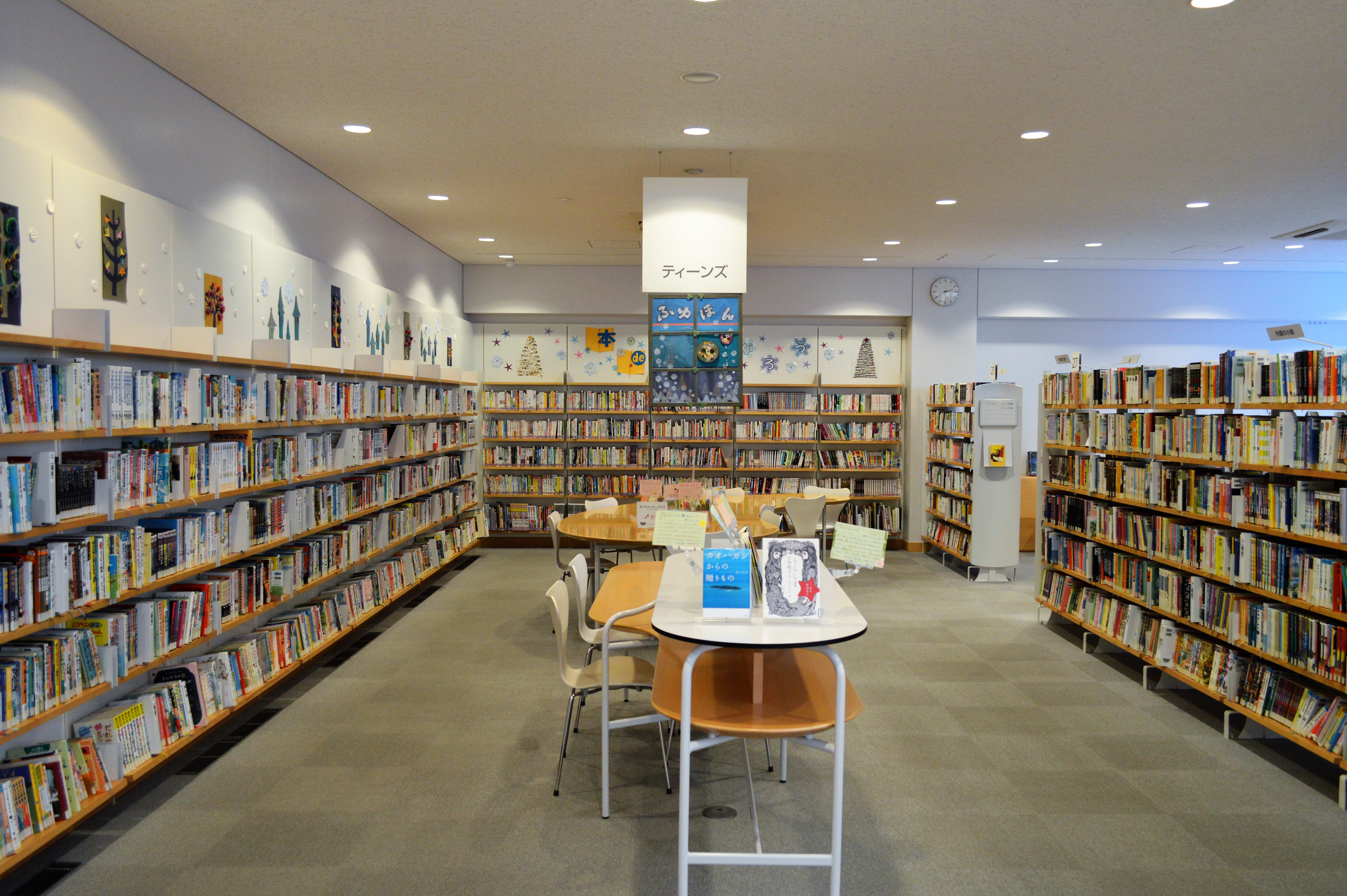
ティーンズコーナー
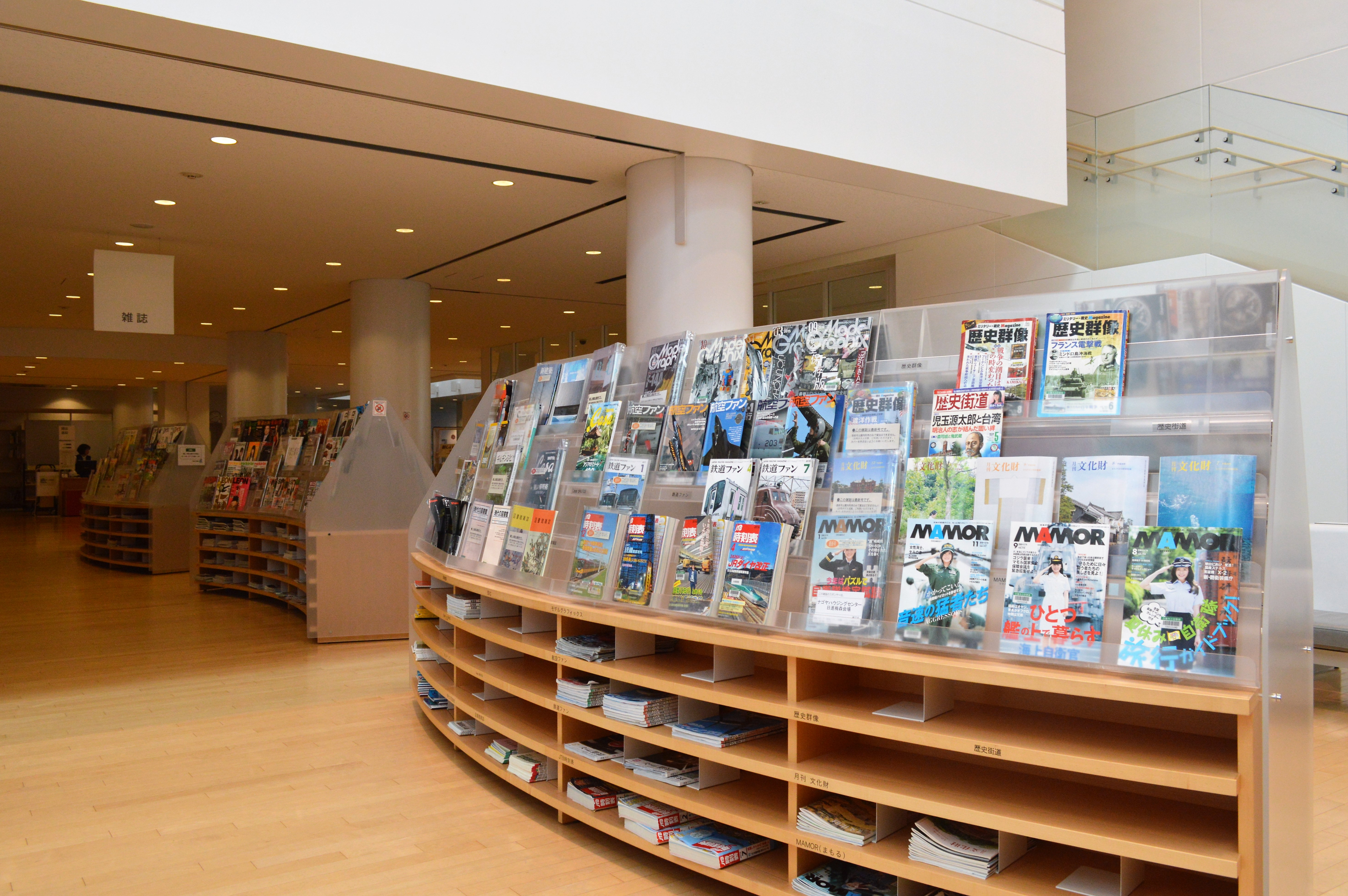
雑誌コーナー
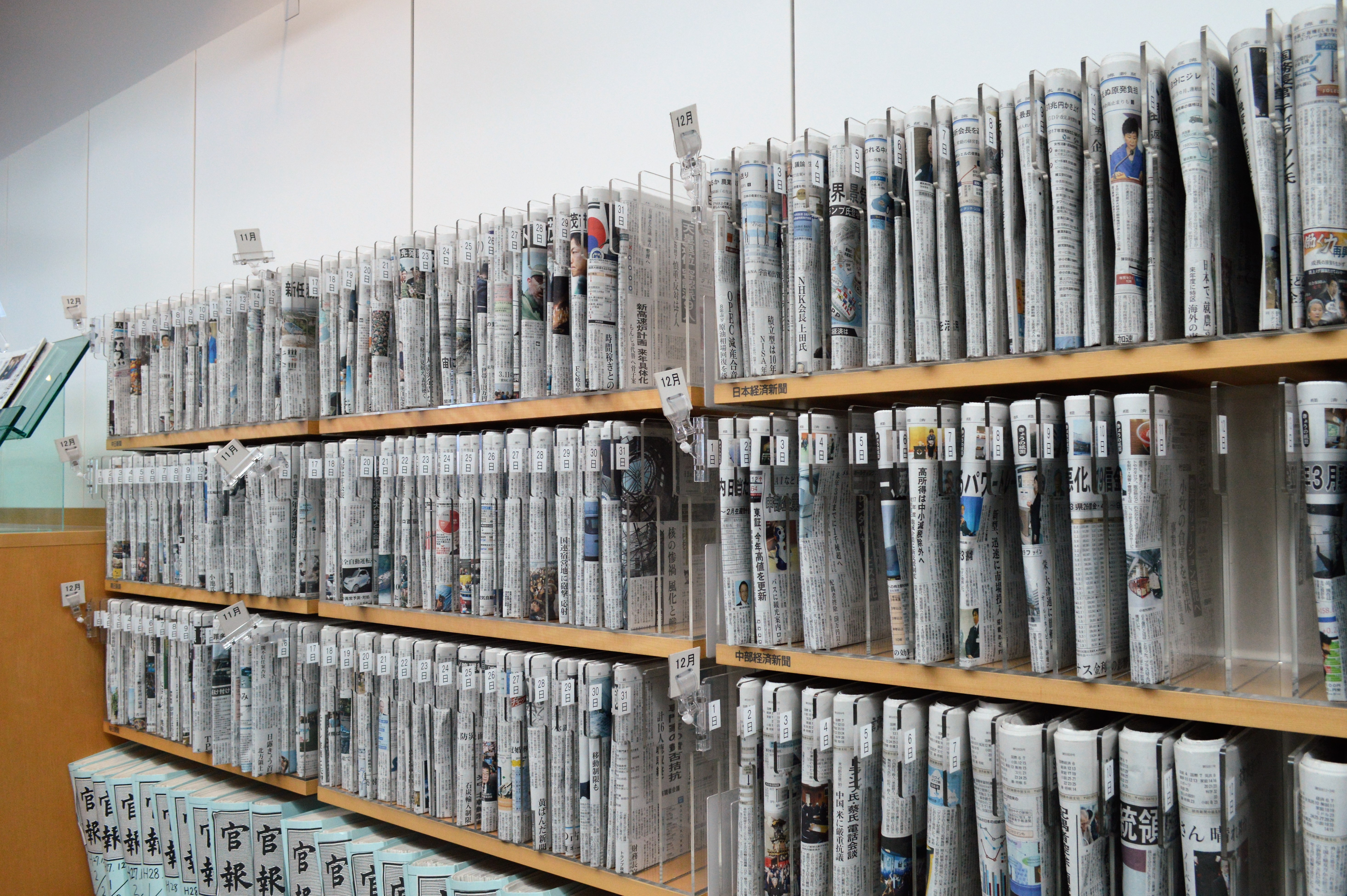
新聞コーナー

## 利用案内
| 日進市立図書館の利用案内 | 日進市立図書館の利用案内                                                      |
| ------------------------ | ----------------------------------------------------------------------------- |
|                          |                                                                               |
| 貸出対象者               | 日進市在住・在勤・在学者                                                      |
| 貸出対象者               | 名古屋市、瀬戸市、尾張旭市、長久手市、 豊田市、豊明市、みよし市、東郷町在住者 |
| 開館時間                 | 平日は「9時-20時」、休日は「9時-17時」                                        |
| 閉館日                   | 毎週月曜日、毎月第1木曜日、特別整理期間、 年末年始（12月29日〜1月3日）        |

1980年（昭和55年）の日進町社会文化センター図書室設置当初は館内閲覧のみだったが、同年9月には2冊まで10日間の館外貸出を開始した。1983年（昭和58年）7月には館外貸出の制限を3冊まで2週間に変更した。1991年（平成3年）3月にはコンピュータを導入して貸出返却手続きが円滑になったため、館外貸出の制限を5冊までに変更した。2002年（平成14年）6月には貸出冊数を5冊から7冊に変更した。2005年（平成17年）7月には貸出冊数を7冊から10冊に変更した。
新館開館前の2005年（平成17年）7月には、日進市在住・在勤・在学者のみだった貸出可能者を近隣市町（豊田市、豊明市、愛知郡長久手町、東郷町、三好町、名古屋市名東区・緑区・天白区）在住者にも拡大した。2008年（平成20年）10月1日の新館開館と同時に、貸出可能者を名古屋市全域、豊田市、瀬戸市、尾張旭市、豊明市、愛知郡長久手町、東郷町、三好町の在住者に拡大している。
日進町社会文化センター図書室時代の1986年（昭和61年）11月に移動図書館車「あじさい号」の巡回を開始した。日進町立図書館への改称後の1997年（平成9年）には移動図書館車の車両を更新した。新館開館後の2007年（平成19年）10月をもって移動図書館サービスを終了した。2011年（平成23年）6月にはにっしん子育て総合支援センターに図書返却ポストを設置した。2012年（平成24年）6月には日進市障害者福祉センターに図書返却ポストを設置した。2017年（平成29年）11月24日には大型商業施設プライムツリー赤池の開業に合わせて図書返却ポストを設置した。

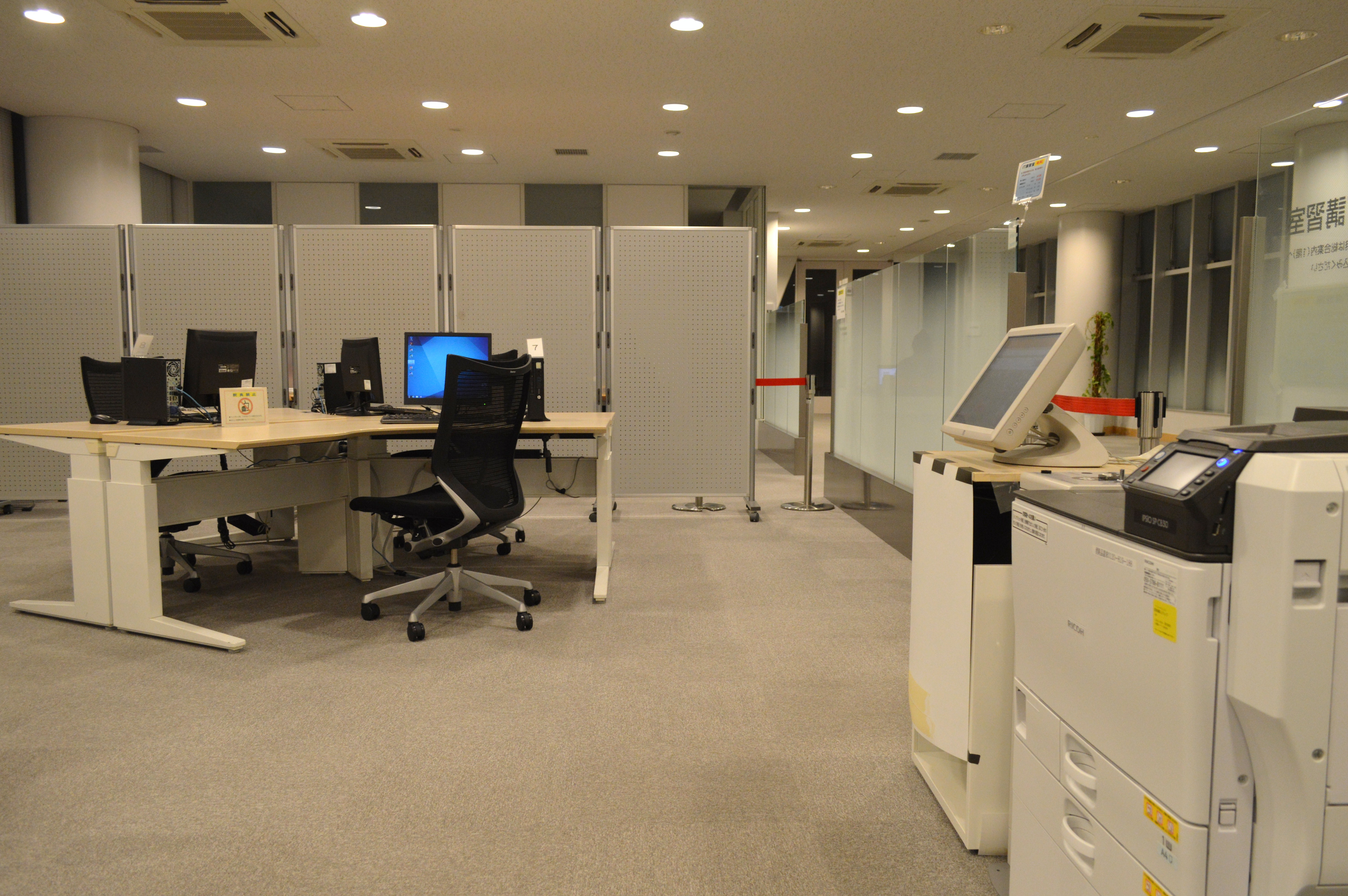
IT講習室
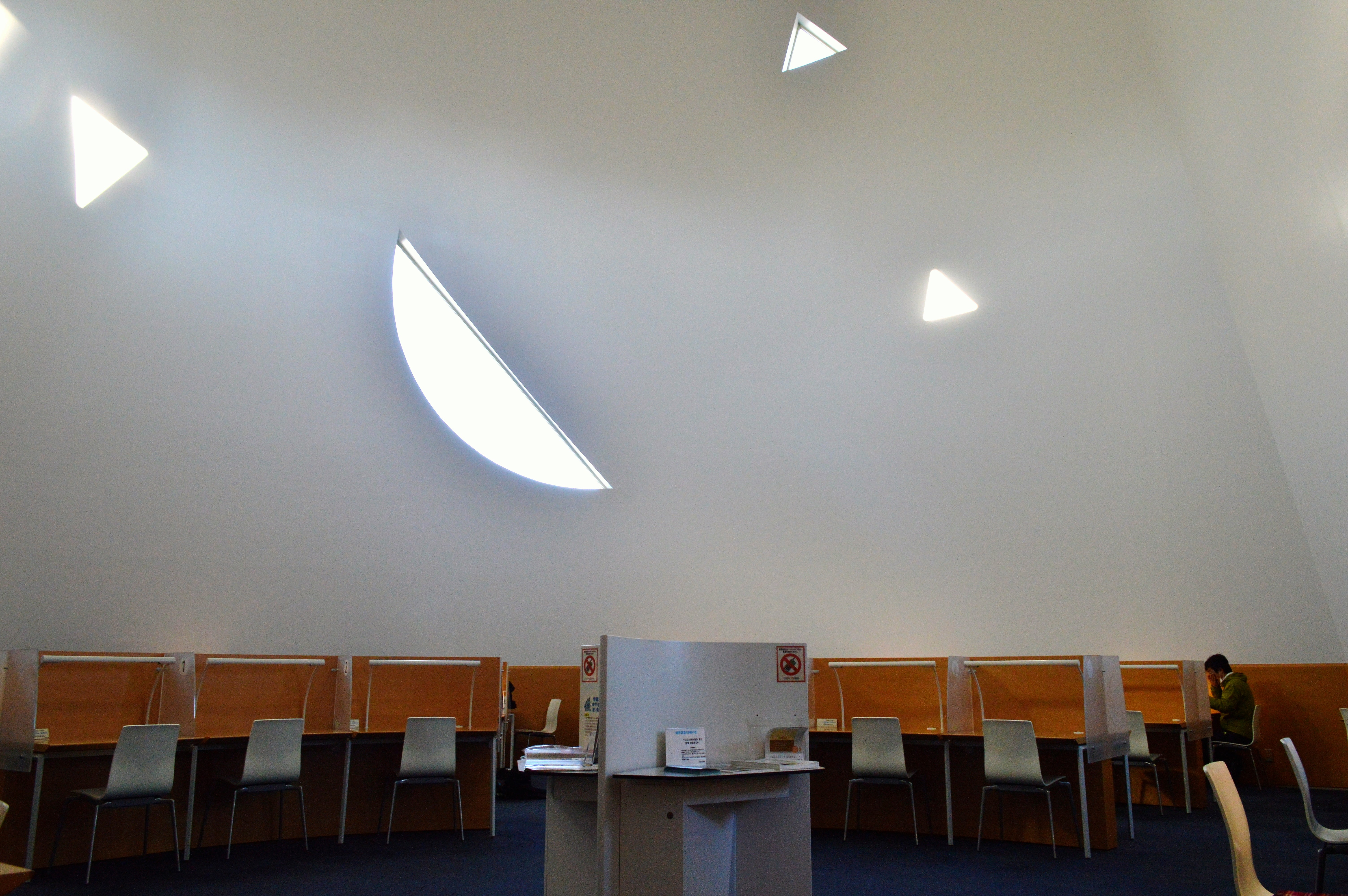
学習室
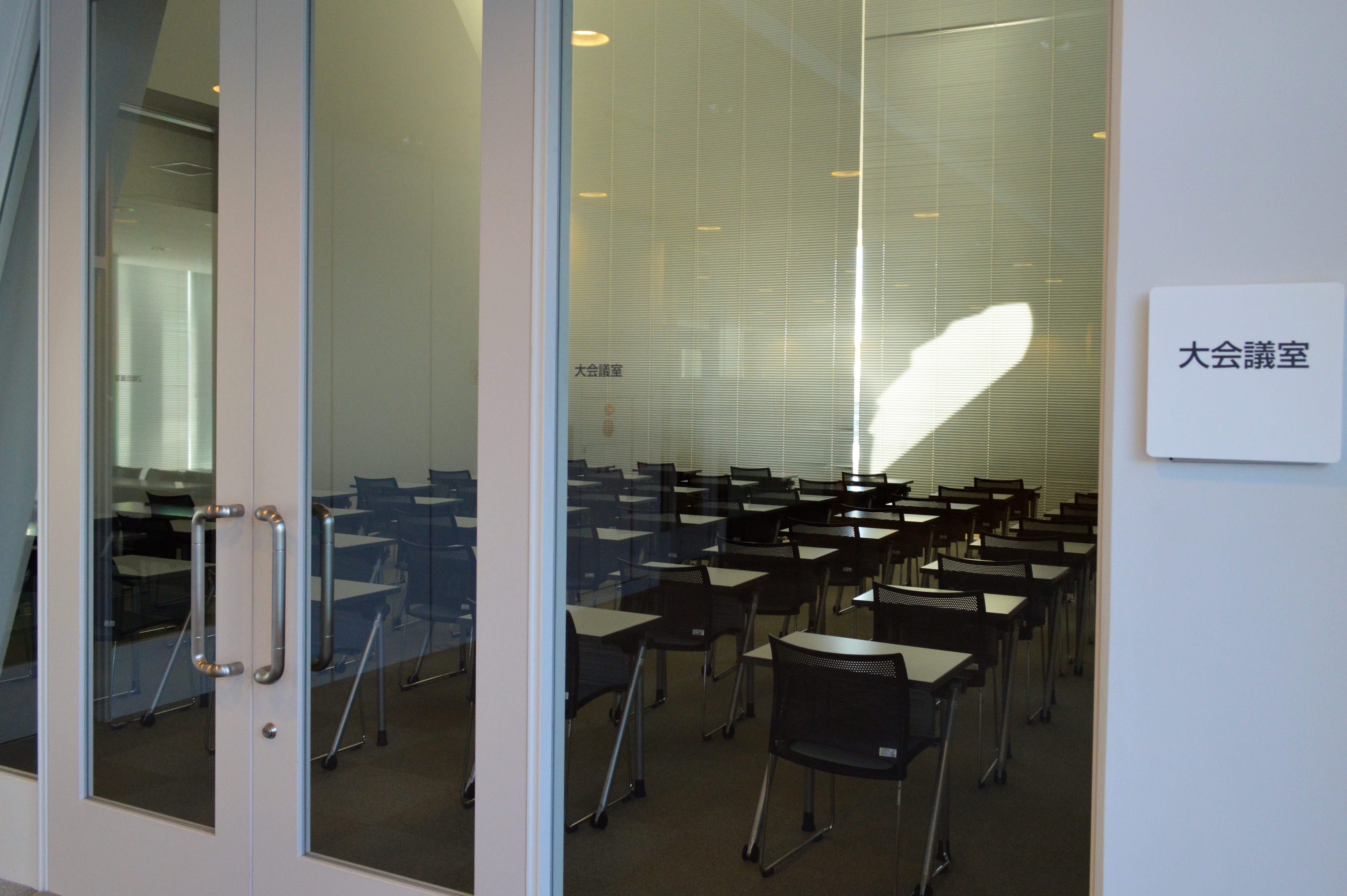
大会議室
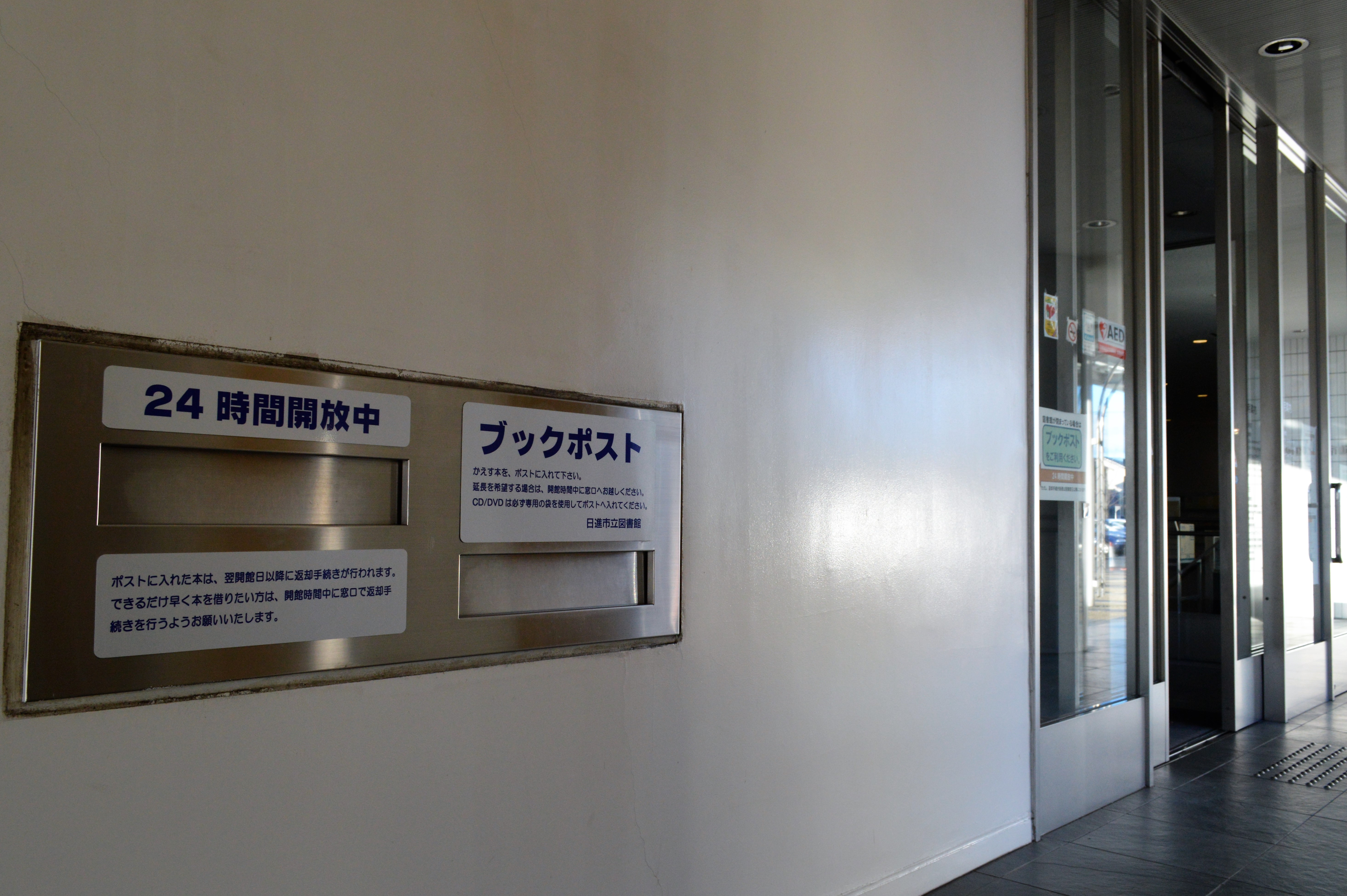
図書返却ポスト
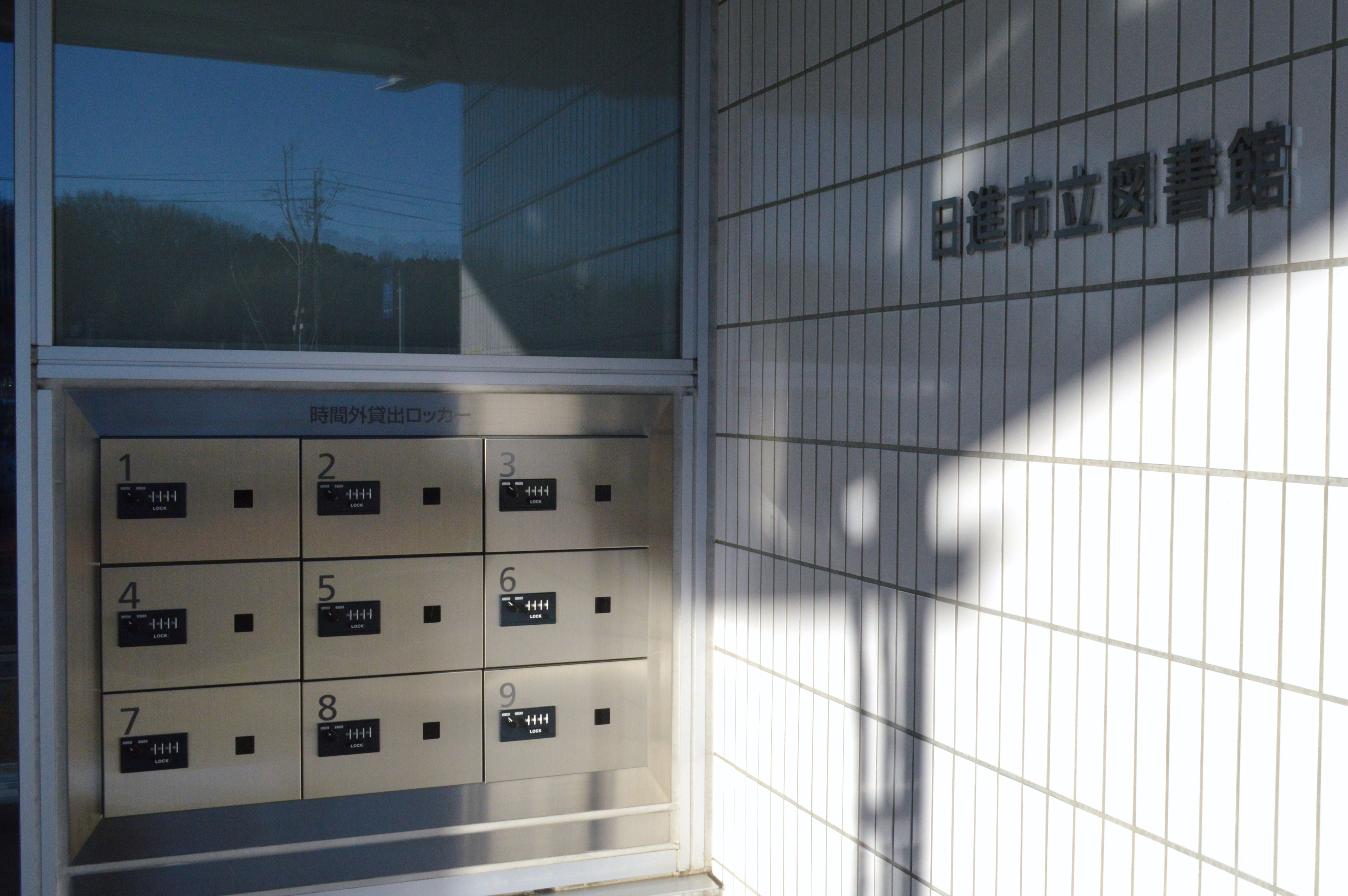
時間外貸出ロッカー